# Isabella van Dampierre
Isabella van Dampierre (1275 — 1333) werd in 1275 geboren als laatste kind van Gwijde van Dampierre uit diens tweede huwelijk met Isabella van Luxemburg.
Gwijde zocht steun bij het Engelse vorstenhuis om de zelfstandigheid van Vlaanderen ten opzichte van Frankrijk te behouden en Isabella werd door haar vader daarvoor ingezet; toen haar oudere zuster Filippa in Parijs gevangen werd gezet om een huwelijk met de Engelse kroonprins Eduard onmogelijk te maken, moest zij dan maar de bruid zijn. Maar Eduard I koos eieren voor zijn geld en koppelde zijn zoon aan een andere Isabella, dochter van de Franse koning Filips IV de Schone.
Door bemiddeling van Lodewijk I van Nevers, zoon van haar oudste halfbroer Robrecht III, graaf van Vlaanderen, raakte Isabella dan getrouwd met Jan I (1270-1333), heer van Fiennes, en kreeg als bruidsschat het burggraafschap Bourbourg mee. Het paar had vier kinderen :
- Robrecht
- Johanna (-1353), in 1319 gehuwd met Jan van Saint-Pol en in 1344 met Jan van Mortagne
- Johanna (1320-), in 1351 gehuwd met Jan van Estouteville
- Mathilde, gehuwd met Jan van Bournonville (1310-).

## Voorouders
| Voorouders van Isabella van Dampierre (1275-1333) | Voorouders van Isabella van Dampierre (1275-1333)                                   | Voorouders van Isabella van Dampierre (1275-1333)                                   | Voorouders van Isabella van Dampierre (1275-1333)                                   | Voorouders van Isabella van Dampierre (1275-1333)                                   | Voorouders van Isabella van Dampierre (1275-1333)                            | Voorouders van Isabella van Dampierre (1275-1333)                            | Voorouders van Isabella van Dampierre (1275-1333)                           | Voorouders van Isabella van Dampierre (1275-1333)                           |
| ------------------------------------------------- | ----------------------------------------------------------------------------------- | ----------------------------------------------------------------------------------- | ----------------------------------------------------------------------------------- | ----------------------------------------------------------------------------------- | ---------------------------------------------------------------------------- | ---------------------------------------------------------------------------- | --------------------------------------------------------------------------- | --------------------------------------------------------------------------- |
| Overgrootouders                                   | Gwijde II van Dampierre (1140–1216) ∞ 1196 Mathilde I van Bourbon (1165-1228)       | Gwijde II van Dampierre (1140–1216) ∞ 1196 Mathilde I van Bourbon (1165-1228)       | Boudewijn I van Constantinopel (1171-1205) ∞ 1186 Maria van Champagne (1174–1204)   | Boudewijn I van Constantinopel (1171-1205) ∞ 1186 Maria van Champagne (1174–1204)   | Ermesinde II van Namen (1186-1247) ∞ 1214 Walram III van Limburg (1180-1126) | Ermesinde II van Namen (1186-1247) ∞ 1214 Walram III van Limburg (1180-1126) | Hendrik II van Bar (1190-1239) ∞ 1219 Filippa van Dreux (1192-1242)         | Hendrik II van Bar (1190-1239) ∞ 1219 Filippa van Dreux (1192-1242)         |
| Grootouders                                       | Willem II van Dampierre (1196-1231) ∞ 1223 Margaretha II van Vlaanderen (1202-1280) | Willem II van Dampierre (1196-1231) ∞ 1223 Margaretha II van Vlaanderen (1202-1280) | Willem II van Dampierre (1196-1231) ∞ 1223 Margaretha II van Vlaanderen (1202-1280) | Willem II van Dampierre (1196-1231) ∞ 1223 Margaretha II van Vlaanderen (1202-1280) | Hendrik V van Luxemburg (1216-1281 ∞ 1240 Margaretha van Bar (1220-1275)     | Hendrik V van Luxemburg (1216-1281 ∞ 1240 Margaretha van Bar (1220-1275)     | Hendrik V van Luxemburg (1216-1281 ∞ 1240 Margaretha van Bar (1220-1275)    | Hendrik V van Luxemburg (1216-1281 ∞ 1240 Margaretha van Bar (1220-1275)    |
| Ouders                                            | Gwijde van Dampierre (±1226-1305) ∞ 1265 Isabella van Luxemburg (1247-1289)         | Gwijde van Dampierre (±1226-1305) ∞ 1265 Isabella van Luxemburg (1247-1289)         | Gwijde van Dampierre (±1226-1305) ∞ 1265 Isabella van Luxemburg (1247-1289)         | Gwijde van Dampierre (±1226-1305) ∞ 1265 Isabella van Luxemburg (1247-1289)         | Gwijde van Dampierre (±1226-1305) ∞ 1265 Isabella van Luxemburg (1247-1289)  | Gwijde van Dampierre (±1226-1305) ∞ 1265 Isabella van Luxemburg (1247-1289)  | Gwijde van Dampierre (±1226-1305) ∞ 1265 Isabella van Luxemburg (1247-1289) | Gwijde van Dampierre (±1226-1305) ∞ 1265 Isabella van Luxemburg (1247-1289) |